# Михайло Коренівський
Михайло Коренівський або Михайло Корженівський (Korzeniewski, Korzeniowski) — шляхтич гербу Лис часів Речі Посполитої, ротмістр 2-ї Крайової кавалерійської бригади Великого князівства Литовського з 1789 р., депутат від Пінського повіту до Чотирирічного сейму з 1790 р..
2 травня 1791 року він підписав декларацію, в якій зобов'язався підтримувати проект нової Конституції. Член Асамблеї друзів Конституції Державної, голова колегії головних судів Волині.
Був кавалером Ордена Святого Станіслава.